# Przyjęty
Przyjęty (ang. Accepted) – amerykańska komedia filmowa z 2006 w reżyserii Steve'a Pinka. Premiera filmu miała miejsce 18 sierpnia 2006.

## Opis fabuły
Rodzice bohatera bardzo pragną, aby ich syn dostał się na dobre studia. Niestety, Bartleby'emu Gainesowi (Justin Long) nie udaje się dostać na żadną uczelnię. Nie chcąc robić przykrości rodzicom, wraz z pomocą kolegi otwiera własną uczelnię w miejscu, gdzie kiedyś mieścił się szpital psychiatryczny. Pokazuje ją rodzicom i udaje mu się przekonać ich do swojej prawdomówności. Wynajmuje profesora i żyje beztrosko.

## Obsada
- Justin Long jako Bartleby Gaines
- Mark Derwin jako Jack Gaines
- Jonah Hill jako Sherman
- Ava Bellamy jako Dziewczyna z Bractwa Studenckiego
- Artie Baxter jako Mike Chambers
- Hannah Marks jako Lizzie Gaines
- Ann Cusack jako Diane
- Blake Lively jako Monica
- Diora Baird jako Kiki
- Maria Thayer jako Rory
- Kellan Lutz jako Dwayne
- Lewis Black jako Wujek Ben
- Columbus Short jako Hands
- Adam Herschman jako Glen
- Richard Blake jako Student
- Kaitlin Doubleday jako Gwen
- Richard W. Blake jako Frat Boy #1
- Kristin Bryant jako Studentka
- Jay Harik jako Pan Harkin
- Alejandra Gutierrez jako Seksowna kobieta
- Anthony Heald jako Dean Richard Van Horne
- Portis Hershey jako I.D. Kid
- Brendan Miller jako Wayne
- Jake Newton jako Cornell
- Sam Horrigan jako Mike Walsh
- Jeremy Howard jako Zwariowany uczeń
- Carla Jimenez jako Juanita
- Ulysses Lee jako Student
- Ross Patterson jako Mike McNaughton
- Skyler Stone jako Bobby

## Nagrody i wyróżnienia[1][2]
Nagroda Młodych Artystów
- Nominacja w kategorii Best Performance in a Feature Film - Supporting Young Actress Hannah Marks (2007).

Taurus World Stunt Awards
- Nominacja w kategorii Best Speciality Stunt Tom McComas i Chad Fernandez (2007).

Teen Choice Awards
- Nominacja w kategorii Filmowy przełomowy męski występ aktorski Justin Long (2007).
- Nominacja w kategorii Ulubiona filmowa scena krzyku Jonah Hill (2007).